# Angarszki járás

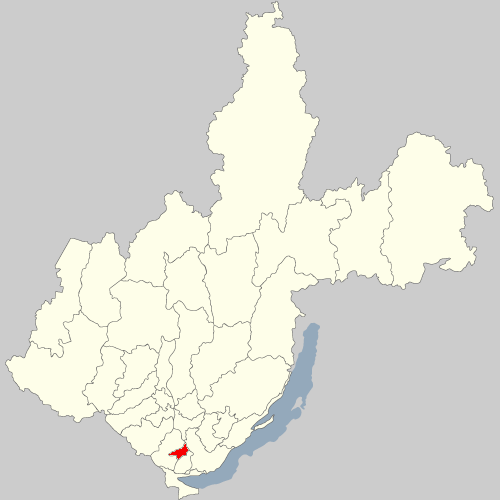
Az Angarszki járás az Irkutszki területen

Az Angarszki járás (oroszul Ангарский район) Oroszország egyik járása az Irkutszki területen. Székhelye Angarszk.

## Népesség
- 2010-ben 245 577 lakosa volt, melyből 226 443 orosz, 4 309 burját, 2 734 ukrán, 1 866 tatár stb.